# Géopolitique de l'espace

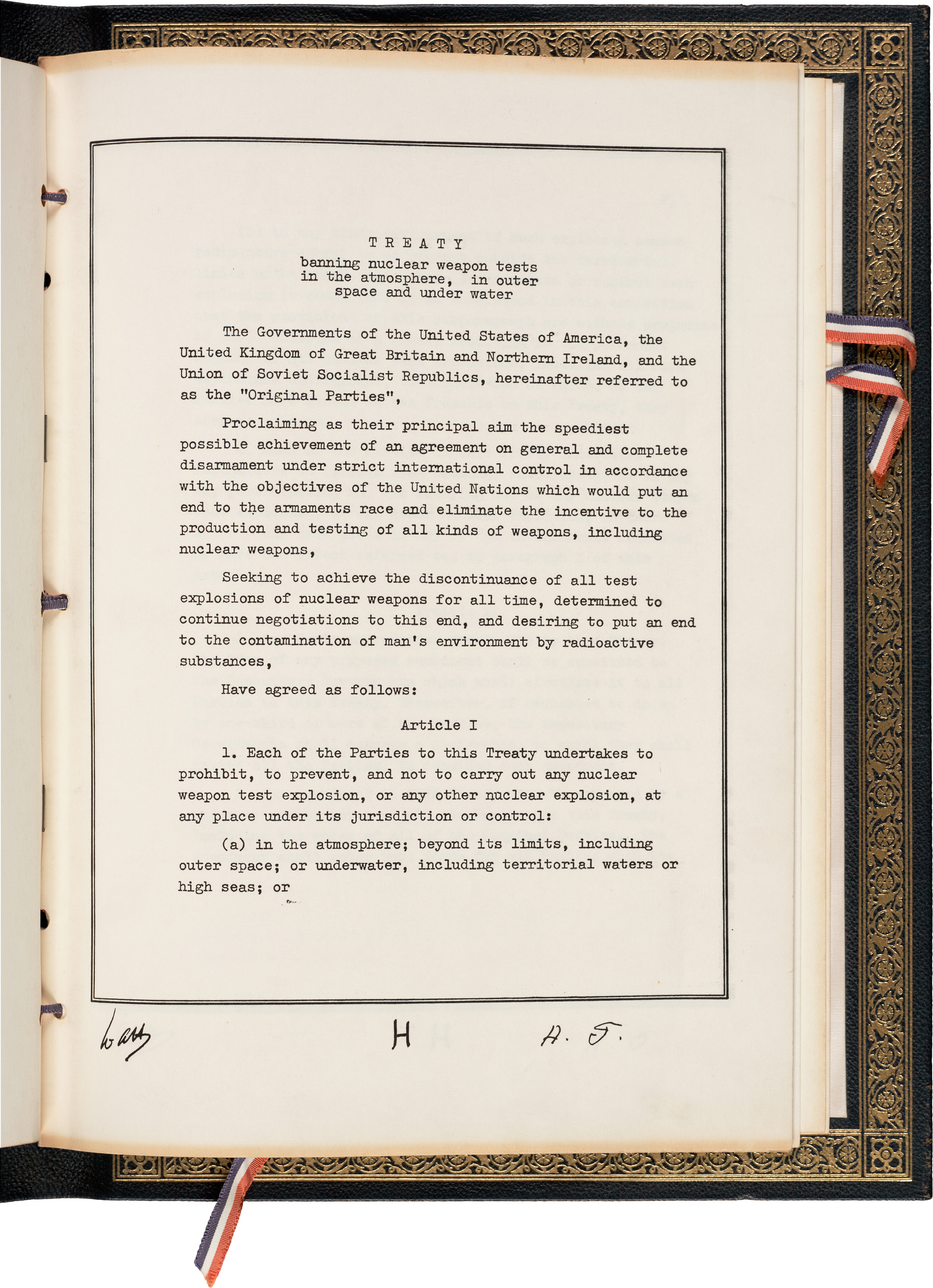
Extrait d'un traité de bannissement de tests Nucléaires dans l'espace, datant de 1963

La géopolitique de l'espace s'attache à la description et à l'analyse des rivalités entre États au sujet du contrôle de l'espace, dans son sens cosmologique. Elle analyse la lutte pour l'obtention d'orbites, ainsi que la militarisation de l'espace. L'importance de l'espace est liée à son caractère essentiel dans la vie contemporaine, certains services (internet, GPS) nécessitant des infrastructures spatiales, ainsi qu'aux possibilités de contrôle et de domination des États qu'il offre au pays qui le maîtrise.

## Vue d'ensemble

### Nombre de lancements
Plus de 5 400 satellites ont été lancés (sondes exclues), et environ 900 environ sont actifs. 390 sont géostationnaires. Leurs principales missions ont trait à la météorologie et la surveillance. Trente pays environ possèdent des satellites, mais les pays les plus riches disposent des satellites les plus complexes. Six États environ maîtrisent l'intégralité du processus de construction et de lancement.

### Acteurs
Les acteurs de la géopolitique spatiale ont été, historiquement, les grands États (États-Unis, Russie, France, Chine, etc.) Cela s'explique par les sommes élevées requises par le développement de programmes spatiaux. Les années 2010 voient toutefois l'irruption d'acteurs privés par le biais de grandes entreprises du spatial, comme SpaceX. Ces derniers fonctionnent toutefois souvent dans le cadre de coopérations synergiques avec les grandes entreprises spatiales publiques.

## Enjeu symbolique

### Témoignage de puissance industrielle et technique
L'investissement dans une confrontation géopolitique dans l'espace est le témoignage de la puissance d'un État. Envoyer des satellites, des machines ou des hommes dans l'espace exige en effet des compétences techniques et industrielles qui exigent un impetus politique reposant sur un financement important. La géopolitique de l'espace est par conséquent le fait de grandes puissances ou de pays émergents cherchant à le devenir et qui, par l'investissement dans la course à l'espace, cherchent à renvoyer une image de supériorité.

### Participation ausoft power
La course à l'espace a ainsi symbolisé l'affrontement, pendant la Guerre froide, des modèles américains et soviétiques. Le défi lancé par John Fitzgerald Kennedy d'envoyer un citoyen américain sur la Lune a été un moyen tant pour le pays de prouver sa supériorité technologique que pour le président de donner au pays un défi à lui-même lui permettant d'avancer plus vite. Le lancement par la France du satellite Astérix en 1965 a fait d'elle la troisième puissance à être capable de mettre sur orbite un objet artificiel, ce qui a raffermi l'image de puissance mondiale que Charles de Gaulle voulait lui donner.

## Enjeu économique
La domination spatiale est également un enjeu économique. Plusieurs services contemporains très répandus, comme le GPS, dépendent d'installations spatiales. Le spatial nécessite des investissements importants : les États-Unis ont, en 2010, un budget spatial de 33 milliards d'euros, l'Europe de 6 mds€, la Chine de 2 mds€, la Russie d'1,5 md€, et l'Inde d'1 md€. Une part importante du budget de la défense des États-Unis.

## Enjeu militaire

### Armement militaire spatial
L'espace peut être utilisé à des fins militaires. L'Allemagne nazie est battue avant d'avoir mis au point ses missiles V2, dont la technologie, ainsi que certains scientifiques, sont récupérés par les États-Unis grâce à un plan de la CIA. Dans les rhétoriques politiques, la domination spatiale est souvent considérée comme un facteur de puissance majeur à l'instar de la détention de l'arme nucléaire.
La Chine (en 2007) puis les États-Unis (en 2008) provoquent une destruction d'un missile dans l'espace grâce à un satellite en fin de vie.

### Défense spatiale
Ronald Reagan annonce, durant sa présidence, un projet de bouclier anti-missile basé sur Terre et en orbite.

### Renseignement
La maîtrise d'engins spatiaux permet de collecter des données précises tout en étant hors de portée de moyens anti-aériens. Cela est d'autant plus important pour les États qu'ils peuvent ainsi se soustraire au droit aérien international.